# Les Antentes
Les Antentes és una masia de l'Esquirol (Osona) inclosa a l'Inventari del Patrimoni Arquitectònic de Catalunya.

## Descripció
És una masia de planta rectangular i consta de dos pisos i coberta a dues vessants amb el carener perpendicular a la façana, situada a la part de ponent. L'edifici té dues parts: la moderna a ponent i l'antiga a llevant. La moderna presenta la façana amb múltiples i grans obertures d'arc de mig punt als baixos i d'arc rebaixat als pisos; construïdes amb pedra de color oliva i els carreus sense polir. L'antiga presenta un portal rectangular, finestres amb espitlleres i voltada de construccions que tanquen la lliça, a migdia hi ha una finestra datada i esculpida. Aquesta part és construïda amb pedra negrosa, unida amb calç i elements de ressalt de pedra picada. L'estat de conservació és bo.

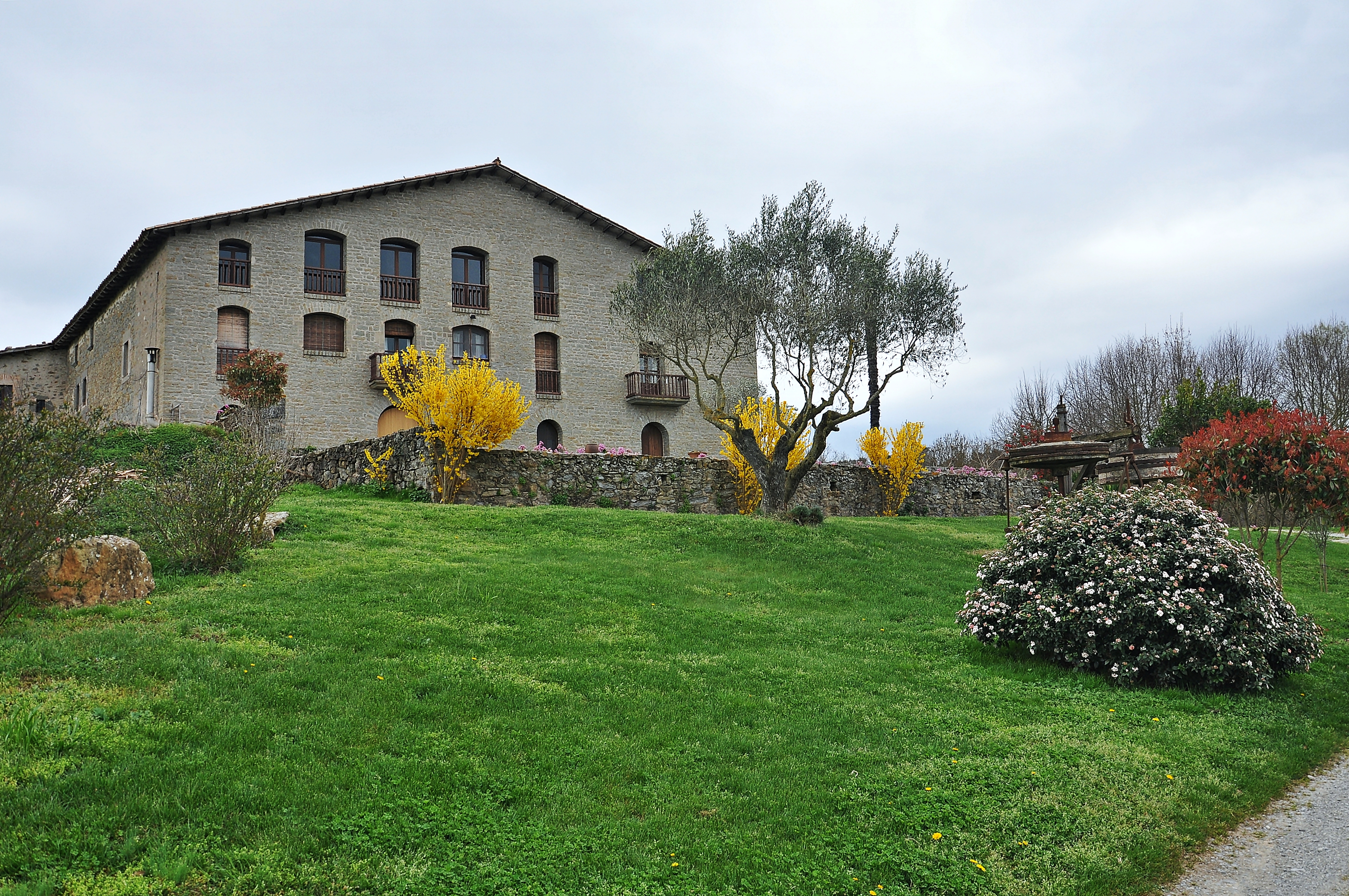

## Història
Les primeres notícies de la masia daten de 976. La trobem registrada en els fogatges de la parròquia i terme de Corcó del segle xvi (1553). Aleshores el mas era habitat per Jaume Antences, nom que degué derivar en Antentas. El mas fou renovat durant el segle xvii com podem deduir de la mateixa edificació. El portal i les golfes pertanyen al 1685, hi ha també finestres amb l'any 1686. La part més moderna fou edificada al 1950, segons els plànols del Sr. Josep Mª Antentas Serra i construïda pel paleta Formià de l'Esquirol. Actualment és habitada pels propietaris que encara conserven el non mil·lenari d'Antentas.